# 方時簡

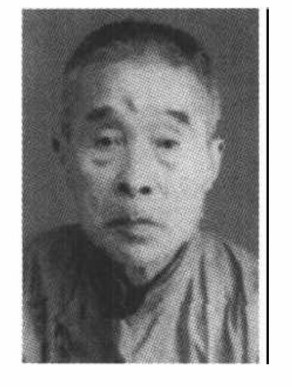
方時簡

方時簡（1877年9月？日—1958年10月27日），字孝遠，安徽省桐城縣人，宣統二年工科進士，曾留學日本工業學校。

## 生平
宣統二年(1910年)九月二日，內閣奉上諭：方時簡著賞給工科進士。
宣統三年(1911年)，授職翰林院庶吉士。
民國5年（1916年）10月24日，存記國務院簡任職 。
民國5年（1916年）10月24日，酌量任用農商部簡任職 。
民國6年（1917年）9月8日，任安徽實業廳廳長 。
民國7年（1918年）11月28日，免安徽實業廳廳長 。
民國14年（1925年）2月25日，任安徽實業廳廳長 。
民國14年（1925年）9月19日，免安徽實業廳廳長，另有任用 。
抗日戰爭爆發後，入川任江津國立第九中學教員（時陳獨秀來江津沒有地方住，無可奈何,在方孝遠的幫助之下,到江津的名流曹茂池的郭家公館住下）。抗戰勝利後回安徽，被聘為安徽省通志館纂修等職。1952年8月被聘任為中央文史研究館館員。1958年10月27日病故，終年81歲。方孝遠長於詩詞，著有《詩集》。